# Wabe (Berlin)

Kulturzentrum WABE im April 2007

Die WABE in Berlin ist eine kulturelle Veranstaltungsstätte. Sie ist die größte kommunale Kultureinrichtung im Berliner Bezirk Prenzlauer Berg/Pankow. Die WABE wurde 1986 auf dem Gelände der IV. Städtischen Gasanstalt in der Form eines Oktogons gebaut und ist Teil des Kulturzentrums im Ernst-Thälmann-Park an der Kreuzung Danziger Straße und Greifswalder Straße.

## Geschichte

### Vorgeschichte: Städtische Gasanstalt
1873 wurde die IV. Städtische Gasanstalt in Betrieb genommen.
1898 betrug die maximale tägliche Leistung des Werkes 300.000 m³.
1908 wurde der 6. und damit letzte Gasbehälter zur Stadtgasversorgung angeschlossen.
1945 hat man mit drei fast unzerstörten Gasbehältern die Produktion wieder aufgenommen.
1952 erfolgte der Umbau zu einer Gaskokerei.
Auf Grund der Umstellung Berlins auf Erdgas wurde das Gaswerk 1983 stillgelegt.

### Umbau zum Kulturzentrum
Nach dem Abriss der Gasbehälter wurde auf dem Gelände der Anstalt bis 1986 ein Wohnpark errichtet.
Die erhalten gebliebenen Verwaltungs- und Regulierungsgebäude wurden für das Kulturhaus im Ernst-Thälmann-Park umgebaut.
Heute finden in dem Kulturzentrum verschiedenste Veranstaltungen, Konzerte, Theater, Festivals und Ausstellungen statt.
Zum Kulturzentrum gehören neben der WABE:
- das Theater unterm Dach
- die TanzZwiet
- die Galerie Parterre Berlin
- die Kunstwerkstätten / Jugendtheateretage